# 6867 Kuwano
6867 Kuwano eller 1992 FP1 är en asteroid i huvudbältet som upptäcktes den 28 mars 1992 av de båda japanska astronomerna Kazuro Watanabe och Kin Endate vid Kitami-observatoriet. Den är uppkallad efter den japanske amatörastronomen Yoshiyuki Kuwano.
Asteroiden har en diameter på ungefär 7 kilometer.